# This Is the One
This Is the One è il terzo album in lingua inglese della cantante giapponese Utada, pubblicato dalla Island Records nel 2009. L'album originariamente doveva essere pubblicato in Giappone il 4 marzo, data poi posticipata al 14 marzo. Negli Stati Uniti d'America l'album è stato pubblicato digitalmente il 24 marzo e fisicamente il 12 maggio. A differenza del precedente album, This Is the One è stato pubblicato solo in Nord America, in Giappone e in alcune parti dell'Asia. In Giappone, This Is the One ha raggiunto la vetta della classifica Oricon, mentre negli Stati Uniti è arrivato alla posizione 69 della Billboard 200. L'album è stato supportato dal tour europeo e statunitense Utada: In the Flesh 2010.

## Tracce
Testi e musiche di Utada Hikaru e Stargate, eccetto dove indicato.

### Versione internazionale
1. Come Back to Me - 3:56
2. Me Muero - 3:25
3. Merry Christmas Mr. Lawrence - FYI - 3:49 (Utada, Stargate, Ryuichi Sakamoto)
4. Apple and Cinnamon - 4:38
5. Taking My Money Back - 3:12 (Utada, Stewart)
6. This One (Crying Like a Child) - 4:30
7. Automatic Part II - 3:00 (Utada, Hall, Stewart)
8. Dirty Desire - 3:51 (Utada, Stewart)
9. Poppin' - 3:31
10. On and On - 3:25 (Utada, Hall, Stewart)

Tracce bonus nell'edizione statunitense
1. Simple and Clean - 5:03 (Utada)
2. Sanctuary (Opening) - 4:25 (Utada)
3. Sanctuary (Ending) - 5:58 (Utada)

### Edizione giapponese
1. On and On - 3:25 (Utada, Hall, Stewart)
2. Merry Christmas Mr. Lawrence - FYI - 3:49 (Utada, Stargate, Ryuichi Sakamoto)
3. Apple and Cinnamon - 4:38
4. Taking My Money Back - 3:12 (Utada, Stewart)
5. This One (Crying Like a Child) - 4:30
6. Automatic Part II - 3:00 (Utada, Hall, Stewart)
7. Dirty Desire - 3:51 (Utada, Stewart)
8. Poppin' - 3:31
9. Come Back to Me - 3:56
10. Me Muero - 3:25
11. Come Back to Me (Seamus Haji & Paul Emanuel Radio Edit) - 4:03
12. Come Back to Me (Quentin Harris Radio Edit) - 4:23